# Giulia Tofana
Giulia Tofana, também grafada Toffana (Palermo,  — Roma, 5 de julho de 1659) foi uma assassina em série italiana.
Cortesã da corte de Filipe IV de Espanha e considerada bruxa, foi uma assassina em série sui generis, como simpatizante das mulheres que se sentiam presas em casamentos errados, a quem vendia venenos para serem fornecidos aos maridos.

## Biografia

Giulia Tofana

Giulia Tofana era filha ou neta de Tofana D'Adamo, que fora executada em Palermo em 12 de julho de 1633, sob a acusação de ter envenenado o marido Francesco.
Inventou em 1640 a água-tofana, um veneno incolor, inodoro, insípido e altamente tóxico, capaz de em poucos dias causar à vítima uma morte aparentemente natural, que ela vendia principalmente para mulheres presas em casamentos violentos, tendo incentivado a sua filha ou irmã Girolama Spera para esta atividade.
Posteriormente, uma cliente, a condessa de Ceri usou todo o líquido do frasco que continha o veneno para se livrar do marido, despertando suspeitas nos parentes do morto. As investigações conduziram a Giulia Tofana, que foi presa e torturada, tendo admitido que havia vendido o veneno, principalmente em Roma, no período da peste (o que dificultou ainda mais a identificação dos envenenamentos), e também garrafas suficientes para matar seiscentas pessoas, no período de 1633 a 1651. Em 5 de julho de 1659 foi condenada e executada no Campo das Flores em Roma, junta a filha ou irmã Girolama Spera e outras três mulheres culpadas de envenenar os seus maridos.
De acordo com algumas fontes, a água-tofana foi inventada pela mãe de Giulia, Tofana D'Adamo. Após a sua execução, ocorrida em 1633, a sua filha limitou-se a expandir o mercado, vendendo o veneno fora de Palermo, e depois em Nápoles e Roma. A água-de-tofana era altamente tóxica, uma pequena quantidade era suficiente para causar à vítima uma morte sem sintomas, garantindo que o assassinato não fosse descoberto.